# Лісево-Косьцельне
Лісево-Косьцельне (пол. Lisewo Kościelne, нім. Liebensee) — село в Польщі, у гміні Злотники-Куявські Іновроцлавського повіту Куявсько-Поморського воєводства.
Населення — 320 осіб (2011).
У 1975-1998 роках село належало до Бидгощського воєводства.

## Демографія
Демографічна структура станом на 31 березня 2011 року:
|          | Загалом | Допрацездатний вік | Працездатний вік | Постпрацездатний вік |
| -------- | ------- | ------------------ | ---------------- | -------------------- |
| Чоловіки | 163     | 34                 | 116              | 13                   |
| Жінки    | 157     | 17                 | 108              | 32                   |
| Разом    | 320     | 51                 | 224              | 45                   |